# Kosmos 6
Kosmos 6, em russo Ко́смос 6 
(Cosmos 6), ocasionalmente chamado no ocidente de Sputnik 16, foi o sétimo satélite da série Kosmos.
O objetivo desse satélite era ser um alvo de radar para testar mísseis antibalísticos. Ele foi o segundo do programa DS.
Ele foi lançado por um foguete Kosmos-2I (63S1 - 4LK), sendo o sétimo voo deste foguete, e o quarto a atingir a órbita pretendida com sucesso.
O Kosmos 6, foi um satélite construído sobre a plataforma DS-P1, o primeiro de quatro desse modelo que seriam lançados.